# Hoàng liên chân gà
Hoàng liên chân gà (danh pháp hai phần: Coptis quinquesecta) là cây thuộc chi Hoàng liên, loài bản địa của Vân Nam, Trung Quốc và miền bắc Việt Nam.
Tại Việt Nam, hoàng liên chân gà được xếp vào Danh mục các loài thực vật, động vật nghiêm cấm khai thác, sử dụng vì mục đích thương mại .